# Железничка станица Нова Пазова
Железничка станица Нова Пазова је једна од железничких станица на пругaма Београд—Шид и Београд—Суботица. Налази се у насељу Нова Пазова у општини Стара Пазова. Пруга се наставља ка Старој Пазови у једном и у другом према Батајници. Железничка станица Нова Пазова састоји се из 5 колосека.